# Lagoa da Conceição (Florianópolis)
Pour les articles homonymes, voir Lagoa da Conceição.
Lagoa da Conceição est un district de la municipalité de Florianópolis, au Brésil. Il se trouve autour du lac du même nom, le lagoa da Conceição, sur l'île de Santa Catarina. Son siège se situe dans la localité appelée "Freguesia da Lagoa" et sa superficie est de 55,3 km². Le district regroupe environ 14 000 habitants.
Autour du lac, on trouve de nombreuses localités. En plus de la "Freguesia", on peut citer "Canto da Lagoa", "Barra da Lagoa", "Retiro da Lagoa", "Costa da Lagoa" et "Fortaleza".

## Généralités
Le district connaît une vie nocturne très animée avec ses nombreux bars et restaurants, spécialisés dans les fruits de mer. De par sa situation sur les accès aux plages de Joaquina, Mole et Barra da Lagoa, les embouteillages y sont très fréquents en haute saison.
La plage de Joaquina, reconnue au niveau national, abrite de nombreuses compétitions de surf, notamment pour les championnats du monde.

## Histoire
Le 19 juillet 1750, la freguesia de "Nossa Senhora da Conceição da Lagoa" est créée. Il s'agit de l'une des plus anciennes de l'État de Santa Catarina. Les cloches de la chapelle, située sur la colline de "Assopra", sont un don de l'empereur Pierre II du Brésil, lors de sa visite en 1845. La localité comptait de nombreux engenhos de canne à sucre et de manioc, principalement à Costa da Lagoa. Elle était considérée comme le grenier de l'île. La richesse de la région permit la construction de nombreuses maisons dans le style colonial portugais, voire dans un style français.